# Autostrada M64
Autostrada M64 (ang. M64 motorway) – niewybudowana autostrada w Wielkiej Brytanii, planowana w latach 70. jako połączenie autostrady M6 w Stoke-on-Trent z M1 niedaleko Castle Donington. Gdyby powstała, umożliwiłaby przejazd z regionu południowo-wschodniej Anglii do północno-zachodniej, z pominięciem obciążonej M6 w rejonie Birmingham. Plany zbudowania trasy zostały anulowane w 1976 roku. W latach 90. zbudowano drogę A50, biegnącą mniej więcej po śladzie dawniej planowanej arterii, później powstała także autostrada M6 Toll zbierająca część ruchu w Birmingham. M64 miała mieć około 64,4 km (40 mil) długości.